# (20281) Kathartman
(20281) Kathartman (1998 FZ49) – planetoida z pasa głównego asteroid okrążająca Słońce w ciągu 3,62 lat w średniej odległości 2,36 j.a. Odkryta 20 marca 1998 roku.